# Coenonympha nipisiquit
Coenonympha nipisiquit (лат.) — вид дневных бабочек из семейства Бархатницы, встречается только на солончаках на восточном побережье Канады. Вид долгое время считался подвидом Coenonympha tullia, но теперь рассматривается как отдельный вид.

## Описание
Размах крыльев от 32 до 36 мм. Верхняя сторона охристого или охристо-коричневого цвета, внешняя половина передних крыльев и почти все задние крылья часто покрыты серым налетом. На переднем крыле часто имеется светло-окрашенная полоса. Нижняя сторона переднего крыла темнее, чем верхняя. Более 90 % самок и около 30 % самцов имеют белое глазчатое пятно с чёрным центром на кончике крыла на нижней стороне переднего крыла, которое иногда просвечивает на верхней стороне. Нижняя сторона задних крыльев тёмно-коричневая от корня до прерывистой, неравномерной, кремового цвета полосы в краевой области. После этого она светло-коричнево-бежевая. Край тёмно-дымчато-коричневый спереди и становится светлее сзади.

## Похожие виды
Coenonympha tullia spp. inornata имеет те же признаки, но окрашена светлее и часто имеет светлые пятна по краю верхней стороны заднего крыла. Нижняя сторона также светлее. Время лёта, среда обитания и кормовые растения гусениц настолько различны, что оба вида можно легко отличить.

## Распространение
Coenonympha nipisiquit встречается вокруг залива Шалёр на севере Нью-Брансуика и на побережье полуострова Гаспе в Квебеке. Известно десять популяций с общей численностью от 56 000 до 66 000 бабочек. Площадь колонизации составляет 76 км², но только 455 га из них являются подходящей средой обитания. В Нью-Брансуике до 37 000 бабочек обитают в четырёх природных популяциях в районе Батерста и несколько тысяч особей в двух созданных популяциях в Бас-Караке и Ривьер-дю-Нор в 50-80 км к востоку. На противоположном берегу залива Шалёр в Квебеке существуют три популяции численностью около 27 000 бабочек. Примерно в 160 км к северо-востоку, на побережье Атлантического океана вблизи Пенуйля в национальном парке Форильон, существует географически изолированная популяция, которая, вероятно, насчитывает менее 100 особей и долгосрочное выживание которой так же сомнительно, как и других небольших популяций.

## Биология
Среда обитания ограничена солончаками, которые иногда затопляются. Местами они почти на 100 % заросли травой Spartina patens. Другие растения встречающиеся в их среде обитания — Limonium carolinianum, Solidago sempervirens, Plantago maritima и Spartina alterniflora.
Самки спариваются в день вылупления рядом с местом окукливания с самцами, которые вылупились за несколько дней до самок. Самки спариваются только один раз, в то время как самцы могут спариваться несколько раз. Не спарившиеся самки часто сидят с поднятой головой на траве Spartina patens. Самцы налетают на любой оранжевый предмет, который им попадается. Самка, готовая к спариванию, вибрирует раскрытыми крыльями, как только самец оказывается в нескольких сантиметрах от неё. Самец приземляется позади самки и тоже хлопает крыльями. Ухаживание заканчивается через 20 секунд, а последующее спаривание занимает от одного до полутора часов. Спарившиеся самки реагируют на приближение самцов вибрацией, но закрывают крылья.
Средняя продолжительность жизни — шесть, максимальная — не менее 14 дней.
Через 10 — 15 дней вылупляются гусеницы длиной около 2,5 мм, которые сначала поедают оболочку яйца и часть травы, на которую оно было отложено. Через 15-17 дней они линяют во вторую личиночную стадию, в которой впоследствии перезимовывают в подстилке. Гусеницы C. tullia inornata, напротив, зимуют в третьей или четвёртой личиночной стадии. К этому времени они достигают длины чуть более 5 мм. В конце апреля — начале мая следующего года они выходят из диапаузы и начинают питаться молодыми побегами Spartina patens. Вначале они держатся близко к земле. Позже поднимаются вверх вместе с растущими побегами. В пятой стадии в конце июля, когда гусеницы достигают длины более 23 мм, они окукливаются. Бабочки вылупляются через девять-одиннадцать дней.
Гусеницы приспособлены к среде обитания и переносят кратковременное погружение в воду гораздо лучше, чем гусеницы C. tullia inornata.
Развивается в одном поколении за год. Время лёта с середины июля до середины августа.

### Питание
Spartina patens является важнейшим кормовым растением гусениц. Только при размножении гусеницы поедали также овсяницу красную (Festuca rubra).
В Нью-Брансуике и, вероятно, в Квебеке мотыльки питаются в основном Limonium carolinianum. Также питаются нектаром Solidago sempervirens, Plantago maritima и Potentilla anserina spp. egedii. Solidago sempervirens обычно цветёт только в конце летного периода, за исключением тех случаев, когда уже относительно прохладно. Самки потребляют больше нектара, чем самцы, и интенсифицируют посещение цветов с возрастом, что, вероятно, связано с более высокими потребностями в энергии для производства яиц.

## Угрозы и защита
Из десяти популяций только три достаточно велики, чтобы выжить в долгосрочной перспективе. Развитие городов представляет серьезную угрозу по крайней мере для одной популяции. Повышение уровня моря и ущерб от эрозии и штормов на солончаках сказываются на всех популяциях. Угрозу представляет также сбор Limonium carolinianum, основного источника пищи бабочек.
В очень маленькой популяции, насчитывающей менее десяти наблюдаемых бабочек в Сен-Симеон-де-Бонавентуре в Квебеке, с 2002 года больше не наблюдалось ни одной бабочки. Три бабочки, встреченные там с тех пор, вероятно, прилетели из Сент-Омера или Нувеля.
Небольшая популяция в национальном парке Форильон находится под охраной парка, но популяция очень мала, и её долгосрочное выживание неясно.